# 中村源太
中村源太（日语：／ Nakamura Genta，1995年5月14日—）是日本男性聲優，神奈川縣橫濱市出身，畢業於School Duo，賢Production所屬。

## 經歴
2018年4月進入賢Production。
2023年在動畫《謊言遊戲》當中出演主角篠原緋呂斗，為首次參演主要角色。

## 出演作品
※粗體字為主要角色

### 電視動畫
2017年
- sin 七大罪（觀眾們）

2018年
- Banana Fish（研究員、シャオ、警察、月龍の部下、職員、仲間、部下）
- 來自繽紛世界的明日（同班同學、男學生）

2019年
- 異世界超能魔術師（騎士、客人）
- 夢幻之星Online2 EPISODE ORACLE（方舟）

2020年
- 虛構推理（妖怪、年輕人、經紀人、男子、人們、刑警、匿名）
- 魔王學院的不適任者～史上最強的魔王始祖，轉生就讀子孫們的學校～（男子、黑衣男子、討伐軍、里貝斯特班男子）
- 咒術迴戰（學生）
- 勇者鬥惡龍 達伊的大冒險（魔物、石像鬼B）
- 大貴族（軍人5）
- ETERNITY ～深夜的濡戀頻道♡～（外山審良、東條怜、佐伯彰人[3]） - 通常版

2021年
- 阿松（社員、普通AI）
- Tropical-Rouge！光之美少女（學生、男子、手下、攝影師、城鎮的人、棒球社員、店員、啦啦隊員、漁師、男學生、學生、父親、柔道社員、廣播、農園工作人員）
- 後空翻少年！！（男學生、車站廣播）
- SD鋼彈世界 群英集（翠綠暴風隊員[4]、張遼沙薩比[5]）
- 勇者鬥惡龍 達伊的大冒險（巴洛利亞、人們）
- 白沙的Aquatope（社員、招待客）
- 魯邦三世 PART6（警官C）
- 世界頂尖的暗殺者轉生為異世界貴族（商人）
- 遊戲王SEVENS（世紀末決鬥派少年）

2022年
- 勇者鬥惡龍 達伊的大冒險（士兵）
- 平家物語（藤原成經、兵7）
- 龍族拼圖（棒球實況、井山）
- 神奇柑仔店（会場の人、こがね堂の職人、発掘現場のスタッフ、サムソン、怪鳥ヘルミア）
- 繼母的拖油瓶是我的前女友（導師）
- 來自深淵 烈日的黃金鄉（米斯傑索）
- 影宅 -2nd Season-（詹姆斯）
- Extreme Hearts（導演）
- 異世界藥局（貴族A）
- 徹夜之歌（泳裝男子B）
- 蠟筆小新（上班族C）
- 菜鳥鍊金術師開店營業中（珊樂莎的父親〈路易斯·菲德〉）

2023年
- 魔王學院的不適任者～史上最強的魔王始祖，轉生就讀子孫們的學校～II（黑服）
- 虛構推理（本田刑警）
- 再得一勝！
- 【我推的孩子】（新人演員）
- 躍動青春（福田、風上的同學、榎本、男子實行委員）
- 謊言遊戲（篠原緋呂斗[2]）
- 間諜教室（尤丹）
- 殭屍100～在成為殭屍前要做的100件事～（COSGIES G）
- 大小姐和看門犬（森川、組員2、擔任1）
- 偶像大師 百萬人演唱會！（製作人[6]）
- 超超超超超喜歡你的100個女朋友（男子B）
- 烈焰先鋒 救國的橘衣消防員（無線電聲音、無線）
- B-PROJECT～熱烈*Lovecall～（MC）
- 地下忍者（東、瓦田、禿頭老師）
- 藥師少女的獨語（官僚）
- 家裡蹲吸血姬的鬱悶（阿貝克隆比）

2024年
- 烈焰先鋒 救國的橘衣消防員（醫生、隊員A、隊員、急救隊A、播音、職員、大隊長）
- 百千家的妖怪王子（唐紙傘）
- 我獨自升級（諸菱賢太[7]、赤羽源藏）
- 為了在異世界也能撫摸毛茸茸而努力。（丹）
- 金屬口紅（警官）
- 治癒魔法的錯誤使用法（奧爾加[8]）
- 非自願的不死冒險者（萊茲）
- 身為魔王的我娶了奴隸精靈為妻，該如何表白我的愛？（御者）
- 怪獸8號（無人機隊員、年輕人）
- 怪異與少女與神隱（編輯）
- 單人房、日照一般、附天使。（客B）
- 夜晚的水母不會游泳（年輕人、立北中學教師）
- 魔法科高中的劣等生 第3期（傳統派A）
- 失憶投捕（冰河高中棒球部）
- 四處貼上吧！小狗（流浪狗、非常、清掃人員、調酒師）
- 亂馬½（男子）
- Delico's Nursery（來賓客）
- 2.5次元的誘惑（攝影宅）

2025年
- 我獨自升級 Season 2 -Arise from the Shadow-（諸菱賢太[9]）
- 魔神創造傳（島民、布羅金D、村民A）
- 最弱技能《果實大師》 ～關於能無限食用技能果實（吃了就會死）這件事～（凱因）
- 機動戰士Gundam GQuuuuuuX（奧西羅）
- 小市民系列 第2期（新田）
- 神統記（圖拉爾）
- 真・武士傳YAIBA（海星男、普通人、武士）
- 直至魔女消逝（媒體）
- WIND BREAKER—防風少年— Season 2
- 殺手旅店（岡嶋卓）
- 出入禁止的鼴鼠（藤村優一）
- 新吊帶襪天使（極客A、大便騎士大叔、惡靈、寇曼、警官）
- 盾之勇者成名錄 Season 4（重鎮）
- 明日方舟：焰燼曙明（格羅瓦茲爾）
- 膽大黨 第2期（HIDEJI）

### 劇場動畫
2019年
- 甲鐵城的卡巴內里 海門決戰（卡巴內[1]）
- 天氣之子（車站員[1]）

2020年
- 劇場版 來自深淵 深沉靈魂的黎明（祈手）
- STAND BY ME 哆啦A夢 2

2021年
- 新·福音戰士劇場版𝄇
- 電影 Healin' Good ♥ 光之美少女 夢想的小鎮心動不已！GoGo！大變身！！（城鎮的人們）
- 劇場版 少女☆歌劇 Revue Starlight
- 龍與雀斑公主

2022年
- 泡泡
- 鈴芽之旅

### 網路動畫
2020年
- 日本沉沒2020（男性成員C）

2022年
- TIGER & BUNNY 2（教師）

## 外部連結
- 賢Production （页面存档备份，存于）（日語）